# Сан-Карлос (Беліз)

Сан-Карлос (англ. San Carlos) — поселення на північному заході Белізу, в окрузі Ориндж-Волк, південніше адміністративного центру краю. Та відоме воно тим, що неподалік від нього віднайдено головну історичну пам'ятку країни — Ламанай, головний церемоніальний центр цивілізації мая.

## Розташування
Сан-Карлос знаходиться на низовині Юкатанської платформи в серединній частині Белізу і розташоване на берегах великого прісноводного озера Нью-Рівер Лагуна (New River Lagoon). Місцевість навколо Сан-Карлоса рівнинна, помережена невеличкими річками та болотяними озерцями, а село стоїть
зовсім поруч із головною водною артерією округу — повноводною річкою Ріо-Нуево (Rio Nuevo).

## Населення
Населення за даними на 2010 рік становить 138 осіб. З етнічної точки зору, населення — це суміш: мая, метисів та креолів.
| Рік       | 2000 | 2010 |
| --------- | ---- | ---- |
| Населення | 170  | 138  |

## Клімат
Сан-Карлос знаходиться у зоні тропічного мусонного клімату. Середньорічна температура становить +24 °C. Найспекотніший місяць квітень, коли середня температура становить +26 °C. Найхолодніший місяць січень, з середньою температурою +21 °С. Середньорічна кількість опадів становить 3261 міліметрів. Найбільше опадів випадає у жовтні, в середньому 404 мм опадів, самий сухий квітень, з 46 мм опадів.